# 英格莫德
英格莫德（瑞典語：Ingamoder，約1025年出生），是瑞典國王厄蒙德·斯萊姆的女兒。她嫁給了斯滕克爾，是哈爾斯滕和老英格的母親。